# Campionati europei di bob 1992
I Campionati europei di bob 1992, ventiseiesima edizione della manifestazione organizzata dalla Federazione Internazionale di Bob e Skeleton, si sono disputati a Schönau am Königssee, in Germania, sulla pista omonima, il tracciato sul quale si svolse la rassegna continentale del 1971 (unicamente nel bob a due). La località dell'Alta Baviera sita al confine con l'Austria ha quindi ospitato le competizioni europee per la seconda volta nel bob a due uomini e per la prima nel bob a quattro.

## Risultati

### Bob a due uomini
| Pos. | Atleti                        | Nazione  |
| ---- | ----------------------------- | -------- |
|      | Gustav Weder Donat Acklin     | Svizzera |
|      | Christoph Langen Günther Eger | Germania |
|      | Sepp Dostthaler Mike Sehr     | Germania |

### Bob a quattro
| Pos. | Atleti                                                      | Nazione  |
| ---- | ----------------------------------------------------------- | -------- |
|      | Harald Czudaj Tino Bonk Axel Jang Alexander Szelig          | Germania |
|      | Hubert Schösser Hannes Conti Martin Riedl Gerhard Haidacher | Austria  |
|      | Paul Neagu Laurentio Budur Laszlo Modos Costel Petrariu     | Romania  |

## Medagliere
| Pos.   | Paese    | Oro | Argento | Bronzo | Totale |
| ------ | -------- | --- | ------- | ------ | ------ |
| 1      | Germania | 1   | 1       | 1      | 3      |
| 2      | Svizzera | 1   | 0       | 0      | 1      |
| 3      | Austria  | 0   | 1       | 0      | 1      |
| 4      | Romania  | 0   | 0       | 1      | 1      |
| Totale | Totale   | 2   | 2       | 2      | 6      |